# Черри, Кэролайн Джэнис
Кэролайн Дженис Черри (англ. Carolyn Janice Cherry; известная под псевдонимом Си Джей Черри (англ. C. J. Cherryh), род. 1 сентября 1942 года в Сент-Луисе, штат Миссури) — американская писательница-фантаст.

## Биография
В 1964 г. окончила Университет Оклахомы, получив степень бакалавра, после чего в течение 12 лет преподавала латинский язык и античную историю в общественной школе г. Оклахомы. Первая публикация — рассказ «Читающий мысли» («Astounding Sciense Fiction», 1968 г.). С 1976 г. — профессиональная писательница; первая книга — роман «Врата Иврел» (1976). В 1977 г. получила премию им. Дж. Кэмпбелла как наиболее многообещающий молодой автор.
Пишет как фэнтези (в том числе на славянском мифологическом материале), так и научную фантастику. Подавляющее большинство произведений Черри — «чистая» НФ. Это — грандиозное эпическое полотно истории будущего, истории взаимоотношений Земли и двух противоборствующих межзвездных сил, Союза и Альянса, между третьим и четвертым тысячелетием нашей эры. Расселение землян в космосе за пределами Солнечной Системы и взаимодействие земной культуры с культурами инопланетными порождает массу проблем, которые Черри описывает с поразительным мастерством. Она великолепно владеет языком. Ей нет равных в описании психологии, традиций и обычаев инопланетян (так, в сериале «Шанур», состоящем из пяти романов, землянином является только один эпизодический персонаж, а весь цикл написан с точки зрения представителей иных цивилизаций).
Кэролайн Черри — трёхкратный лауреат премии «Хьюго». В её честь назван астероид 77185 Cherryh.